# 22736 Kamitaki
22736 Kamitaki este un asteroid din centura principală de asteroizi.

## Descriere
22736 Kamitaki este un asteroid din centura principală de asteroizi. A fost descoperit pe 26 septembrie 1998 la Socorro, New Mexico, în cadrul proiectului LINEAR. Asteroidul prezintă o orbită caracterizată de o semiaxă mare de 2,33 ua, o excentricitate de 0,08 și o înclinație de 5,6° în raport cu ecliptica.